# Harry Sosnik
Harry Sosnik (Chicago, Illinois, 13 juli 1906 - New York, 22 maart 1996) was een Amerikaans componist, dirigent, arrangeur, pianist en manager.

## Levensloop
Sosnik studeerde aan het American Conservatory of Music in Chicago. Na zijn studie was hij dirigent en had later een eigen orkest. Verder was hij componist en later directeur van de platenmaatschappij Decca Records. Als dirigent werkte hij met vele sterren en componisten van toen samen, zoals Cole Porter, Jerome Kern, Richard Rogers, Lorenz Hart, Kurt Weill en George Gershwin.

## Composities

### Werken voor harmonieorkest
- 1975 The Gallant Puppet
- Concertino, voor pauken solo en harmonieorkest
- Debate
- March of the Heralds
- Ouverture to a Fanfare
- Strolling in a Spring Day

### Vocale muziek
- 1934 Carioca
- 1947 Saddle Pals

### Filmmuziek
- 1937 We Have Our Moments
- 1952 "The Al Pearce Show" TV series
- 1955 Darkness at Noon TV episode
- 1955 "Producers' Showcase" (1 episode)
- 1956 Atlantic City Holiday (TV)
- 1961 Westinghouse Presents: The Sound of the Sixties (TV)

## Discografie
- Gracie Fields: Looking on the Bright Side (1931-1942), Harry Sosnik Orchestra, Cond.: Harry Sosnik - Naxos Nostalgia 8.120524
- Judy Garland: Over the Rainbow (1936-1949), Harry Sosnik Orchestra, Cond.: Harry Sosnik - Naxos Nostalgia 8.120563
- Kurt Weill: Lady in the Dark, verschillende interpreterende, o.a. Cond.: Harry Sosnik - Prism Leisure
- Cole Porter: Mexican Hayride, verschillende interpreterende, o.a. Cond.: Harry Sosnik - Decca 000312502

- Biblioteca Nacional de España: XX1686977
- Bibliothèque nationale de France: cb13933539w (data)
- Gemeinsame Normdatei: 134739612
- International Standard Name Identifier: 0000 0000 5941 6693
- Library of Congress Control Number: n87896394
- MusicBrainz: 79f2b6e7-f6b3-4a84-b9f8-43bd2b4fe305
- Nationale Bibliotheek van Israël: 987007429753405171
- Virtual International Authority File: 17411244
- WorldCat: E39PBJhmHhHWtCDYyV7wR6cMfq